# La mies es mucha
La mies es mucha és una pel·lícula espanyola dirigida per José Luis Sáenz de Heredia en 1948, típic exemple del cinema religiós realitzat en l'època.
El film va ser un enorme èxit de taquilla en el seu moment, i va obtenir els premis del Cercle d'Escriptors Cinematogràfics i Nacional del Sindicat Nacional de l'Espectacle. Va ser rodada a Màlaga, aprofitant el paisatge i l'ambient tropical del Jardí Botànic La Concepción, sota el patrocini del seu bisbe, Ángel Herrera Oria.

## Repartiment
- Fernando Fernán Gómez - Padre Santiago Hernández
- Sara Montiel - Guyerati
- Julia Caba Alba - Teresa
- Rafael Bardem - Reverendo Carty
- Antonio Almorós - Mauro
- Enric Guitart - Sander
- Alberto Romea - Padre Daniel
- Rafael Romero Marchent - Modu
- Fernando Sancho - Claremberg

## Argument
La pel·lícula narra els infortunis del Pare Santiago (Fernando Fernán Gómez), missioner que es trasllada a la l'Índia per a exercir la seva labor apostòlica. Allí ha d'enfrontar-se a unes condicions de vida atroces i és testimoni de l'extrema pobresa en la qual viuen els nadius. La situació es veu agreujada per una epidèmia que acabarà costant-li la vida al missioner.

## Premis
Medalles del Cercle d'Escriptors Cinematogràfics
| Categoria                | Persona                    | Resultat   |
| ------------------------ | -------------------------- | ---------- |
| Millor pel·lícula        | Millor pel·lícula          | Guanyadora |
| Millor director          | José Luis Sáenz de Heredia | Guanyador  |
| Millor actor secundari   | Rafael Romero Marchent     | Guanyador  |
| Millor actriu secundària | Julia Caba Alba            | Guanyadora |